# Роберт Сильный
Ро́берт Си́льный (Роберт Храбрый; фр. Robert le Fort; ок. 815/830 — 2 июля/15 сентября 866) — франкский военачальник и государственный деятель; один из крупнейших феодалов Западно-Франкского королевства своего времени, управлявший как светскими, так и несколькими церковными владениями; в разное время был светским аббатом Мармутье в Туре (в 852—858 и 861—866 годах), государевым посланцем в Туре, Блуа и Анжу (в 853—858 годах), графом Анжу, Блуа и Тура и маркизом Нейстрии (в 861—865 и 866 годах), графом Отёна (в 864—866 годах), графом Невера и Осера (в 865—866 годах), графом Парижа (в 860-е годы) и светским аббатом Святого Мартина в Туре; родоначальник Робертинов, отец королей Эда и Роберта I и прадед короля Гуго Капета, по прозвищу которого королевская династия Франции получила название Капетингов.
Вероятнее всего, Роберт происходил из Франконии. В середине IX века он оказался на службе у правителя Западно-Франкского королевства Карла II Лысого. Тот наделил его рядом владений в Нейстрии для защиты королевства от набегов викингов и бретонцев. В дальнейшем эти владения составили ядро королевского домена Капетингов. Хотя Роберт неоднократно успешно воевал с норманнами, он погиб во время очередного их набега в битве при Бриссарте.

## Биография